# Attatha regalis
Attatha regalis là một loài bướm đêm trong họ Noctuidae.